# پرونده‌ای علیه فدرال رزرو
پرونده‌ای علیه فدرال رزرو (به انگلیسی: The Case Against the Fed) کتاب نوشته موری روتبارد است که در سال ۱۹۹۴ منتشر شد. در این کتاب روتبارد از فدرال رزرو، بانکداری ذخایر کسری و به‌طور کلی بانک‌های مرکزی انتقاد می‌کند و تاریخچه ای از بانکداری ذخیره کسری و تأثیری که بانکداران در چند قرن اخیر بر سیاست پولی داشته‌اند را شرح می‌دهد.
روتبارد استدلال می‌کند که این ادعا که فدرال رزرو برای مبارزه با تورم تأسیس شده، سفسطه‌آمیز است، اینکه تورم قیمت‌ها فقط به علت افزایش چاپ پول ایجاد می‌شود و از آنجایی که فقط بانک‌ها چاپ پول را انجام می‌دهند پس بانک‌ها، از جمله فدرال رزرو، تنها منبع تورم هستند. روتبارد می‌نویسد: «بر خلاف روزهای استاندارد طلا، ورشکستگی فدرال رزرو غیرممکن است؛ فدرال رزرو انحصار قانونی جعل (ایجاد پول از هوا) در کل کشور را در اختیار دارد… اگر می‌توانی از پسش دربیای!»